# إبراهام أفالوس
إبراهام أفالوس (بالإسبانية: Abraham Avalos)‏ هو لاعب كرة قدم مكسيكي في مركز الهجوم، ولد في 29 يناير 1991 في Jiquilpan, Michoacán ‏ في المكسيك. لعب مع زاكاتيبيك.

## وصلات خارجية
- إبراهام أفالوس على موقع قاعدة بيانات كرة القدم.إي يو (الإنجليزية)
- إبراهام أفالوس على موقع Soccerway.com (الإنجليزية)